# Turismo Nacional
El Turismo Nacional (desde 2025 y por motivos legales, TN APAT), es un campeonato argentino de automovilismo de velocidad que se desarrolla desde el año 1961. La misma está organizada por la Asociación de Pilotos de Automóviles de Turismo. Originalmente regida por la Comisión Deportiva Automovilística (CDA) del Automóvil Club Argentino, desde 2024 la categoría está regida y fiscalizada por la Asociación Corredores de Turismo Carretera (ACTC). Los automóviles que participan son turismos de preparación casi estándar, es decir prácticamente un coche de calle preparado para competencias. Originalmente solo se permitían modelos fabricados en Argentina (de ahí el nombre, es decir de fabricación nacional), pero después de la entrada de Argentina al Mercosur se pasaron a permitir modelos brasileños.
En la actualidad, el Turismo Nacional se compone de dos divisiones, que comparten el calendario pero disputan las carreras por separarado. En la Clase 2 se permiten modelos del segmento B con motores de hasta 1.6 litros de cilindrada. Los automóviles de la Clase 3 están limitados a 2.0 litros de cilindrada; se permiten principalmente modelos del segmento C.

## Historia
El Turismo Nacional fue gestado en sí a finales de la década de 1950, cuando el Automóvil Club Argentino habilitó la participación en los Grandes Premios de Turismo Carretera a los automóviles de preparación estándar de todas las marcas de la industria automovilística nacional. Esto provocó que unos años más tarde los pilotos de estas unidades decidan agruparse bajo una entidad diferente, creando en 1963 la Asociación de Pilotos de Automóviles de Turismo (APAT), entidad que hasta la actualidad se encargaría de la organización de las competencias del TN, sin perder su dependencia del Automóvil Club Argentino. Su primera sede social, tuvo lugar en el local de Gurruchaga 2064, en Palermo Viejo, siendo esta la sede actual del organismo.
Cabe recordar que en esa época solo existían las asistencias mecánicas oficiales que muchas veces se veían limitadas en su trabajo por lo inhóspito de los lugares donde se llevaban a cabo las competencias, y los pilotos particulares debían llevar consigo infinidad de repuestos y herramientas para poder auto ayudarse junto con su copiloto en caso de roturas, esto sin dejar de lado que además de pilotos estos debían tener grandes conocimientos mecánicos, sin los cuales era prácticamente imposible poder competir.
En 1961, esta camada de pilotos decidió reunirse con el objetivo de poder organizar carreras donde se compita con automóviles de producción nacional y preparación estándar o bien que mantengan sus líneas originales, sin ningún tipo de implemento aerodinámico, con el fin de poder mantener al público identificado con el vehículo original. Esta filosofía fue mantenida a lo largo de los años de existencia de esta categoría, lo que terminaría dando origen al lema de la categoría: Tu auto también corre. Esta frase intentaba reflejarle al aficionado la posibilidad de identificarse con los modelos que corrían, comparándolos con su coche particular ya que estos no eran otra cosa que autos originales, preparados para competencias.

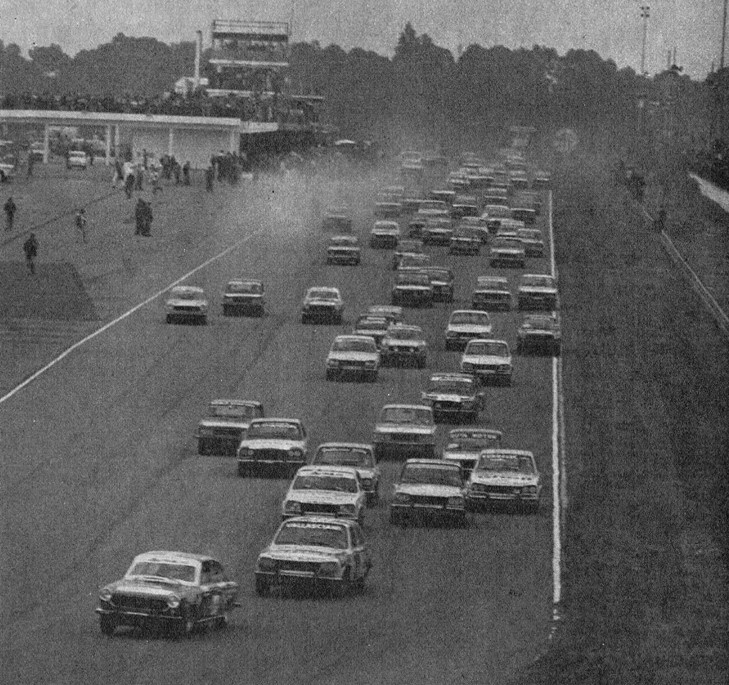
Largada en Buenos Aires en 1974.

Estas competencias hacían que la categoría poco a poco vaya consolidándose, recibiendo en ese momento los nombres de Turismo Standard, Turismo Mejorado, Anexo J, Grupo 2 o Turismo Pista. Su participación en las diferentes competencias organizadas en el país, le hacían sumar diferentes representantes de las 23 provincias de Argentina y de la Capital Federal, quienes esperaban la organización de los Grandes Premios para ir a mostrarse ante su gente.
Asimismo, comenzaba la disputa entre los concesionarios, lo que terminaría generando un nuevo duelo de marcas en el país, fuera del clásico Chevrolet vs. Ford del Turismo Carretera: nacía la rivalidad Fiat vs. Peugeot. La masiva concurrencia a las competencias de automóviles de dichas marcas, dejó una impronta imborrable en el automovilismo argentino, corriendo ya sea en pista como en montaña. Este último escenario, sería desprendido en 1980 del TN cuando se creó el Campeonato Argentino de Rally, donde la dicotomía Fiat-Peugeot siguió su historia aparte.
En 1996, el TN dejó de ser fiscalizado por el ACA, y pasó a la órbita de la ACTC. En 2002 la categoría volvió a ser fiscalizada por el ACA.
En la década de 1980, el Turismo Nacional se transmitía el televisión por el Canal 7 estatal, primero con producción de Coche a la Vista y a partir de 1989 con Campeones. En 1996, el campeonato pasó a televisarse por el Canal 13, con producción de Carburando. A partir de 2012, el TN forma parte del programa Automovilismo para todos, nuevamente en el Canal 7 estatal.
A finales de 2023, las autoridades de APAT iniciaron conversaciones con la Comisión Directiva de la Asociación Corredores de Turismo Carretera con el objetivo de traspasar la fiscalización de las clases 2 y 3 a la órbita de la ACTC. Las negociaciones con ACTC llegaron a buen puerto y a partir de la temporada 2024, y luego de más de 21 años (ACTC dejó de fiscalizar al TN en 2002), la Comisión Asesora y Fiscalizadora (CAF) de la ACTC, volvió a hacerse cargo de la fiscalización de las competencias del Turismo Nacional.
A partir del anuncio de la APAT de traspasar la fiscalización de las Clases 2 y 3 del TN a la órbita de la ACTC, desde la CDA se decidió el inicio de acciones legales contra APAT por los derechos y la propiedad intelectual de la marca de la categoría "Turismo Nacional", con el argumento de que la misma había sido registrada por el ACA en el Instituto Nacional de la Propiedad Industrial (INPI) a partir de 1975. Pese a las amenazas del ACA del inicio de acciones judiciales, el nombre "Turismo Nacional" seguiría utilizándose para las categorías que están nucleadas históricamente en la APAT, dejando en claro que no se renunciaría a esa denominación para las actuales Clases 2 y 3. Aún así el ACA no estuvo dispuesto a ceder, continuando con la batalla legal contra APAT por la denominación de la categoría. Finalmente, y tras un fallo favorable para la CDA, la Asociación de Pilotos de Automóviles de Turismo finalmente optaron por solamente dar a conocer a la categoría por sus siglas "TN".
Luego de producirse la alianza entre la APAT y la ACTC, se acordó entre ambas entidades que el campeón de la Clase 3 del TN obtendrá el pase para competir en el Turismo Carretera, creando así un nuevo escalafón de ascenso hacia la máxima. Esto se aplicó por primera vez en la Temporada 2025 del TC con el desembarco en dicha categoría del campeón 2024 del TN, Alfonso Domenech.

## Clases
Desde sus comienzos, la categoría organizaba sus competencias, dividiendo su parque automotor en clases, para las cuales se debía tener en cuenta el tamaño del vehículo y la cilindrada de los motores. Inicialmente, se llegaron a organizar 5 clases del TN.
Actualmente, la categoría está dividida en dos divisiones bien diferenciadas. La división menor, es conocida como Clase 2, la cual está destinada a aquellos automóviles de producción nacional, preparación estándar y de una cilindrada máxima de 1600 cm3. Mientras que la división mayor es conocida como Clase 3, la cual admite las mismas condiciones de la Clase 2, pero difiriendo en su cilindrada, la cual está permitida hasta un techo de 2000 cm3.
Con la eliminación de las restricciones de importación debido a la creación del Mercosur, fueron admitidos en la categoría modelos producidos en Brasil.

### Clase 2

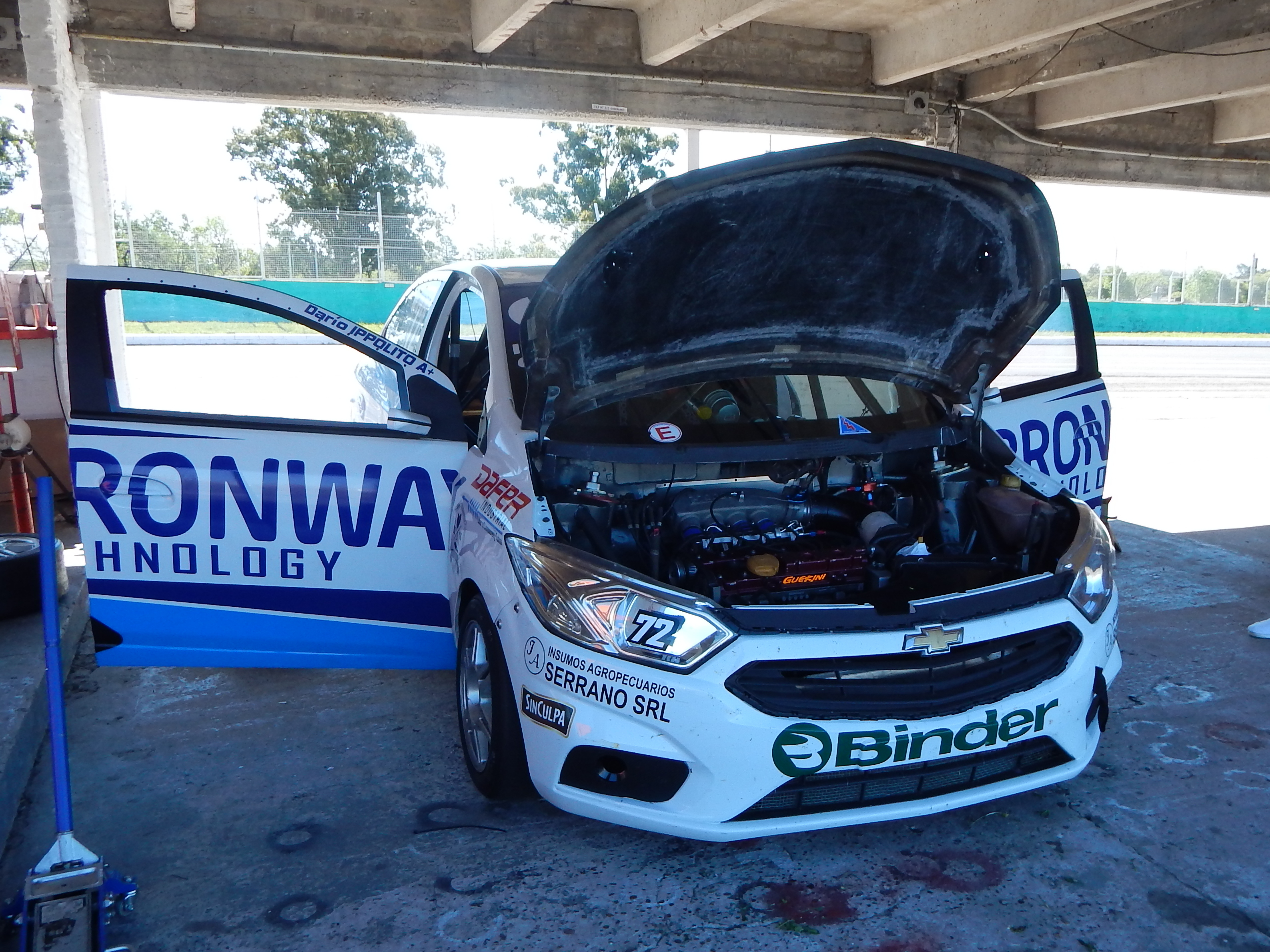
Chevrolet Onix de Clase 2.

La Clase 2 del Turismo Nacional, es la denominada clase menor de la categoría, ya que de la misma está reglamentada la participación de automóviles de motorización con tope hasta los 1600 cm³. En la misma ingresan habitualmente automóviles del segmento B, generalmente de carrocería hatchback, aunque también está permitido el uso de modelos sedan como el Chevrolet Classic. para la homologación de los coches utilizados en esta divisional se tiene en cuenta además del origen de las unidades, su stock de producción por el cual se esté asegurado la normal provisión de componentes y repuestos, convirtiendo a la divisional en una categoría relativamente accesible por sus bajos costos.
El campeonato de esta categoría, otorga la posibilidad a su campeón y subcampeón de poder realizar una temporada entera en la Clase 3 en el campeonato siguiente.

#### Modelos
- Audi A1
- Chevrolet Onix
- Chevrolet Classic
- Fiat Palio
- Fiat Argo
- Ford Fiesta Kinetic
- Renault Clio
- Renault Kwid
- Renault Sandero
- Nissan March
- Peugeot 208
- Volkswagen Gol Trend
- Toyota Yaris
- Toyota Etios
- Citroën DS3[14]

### Clase 3

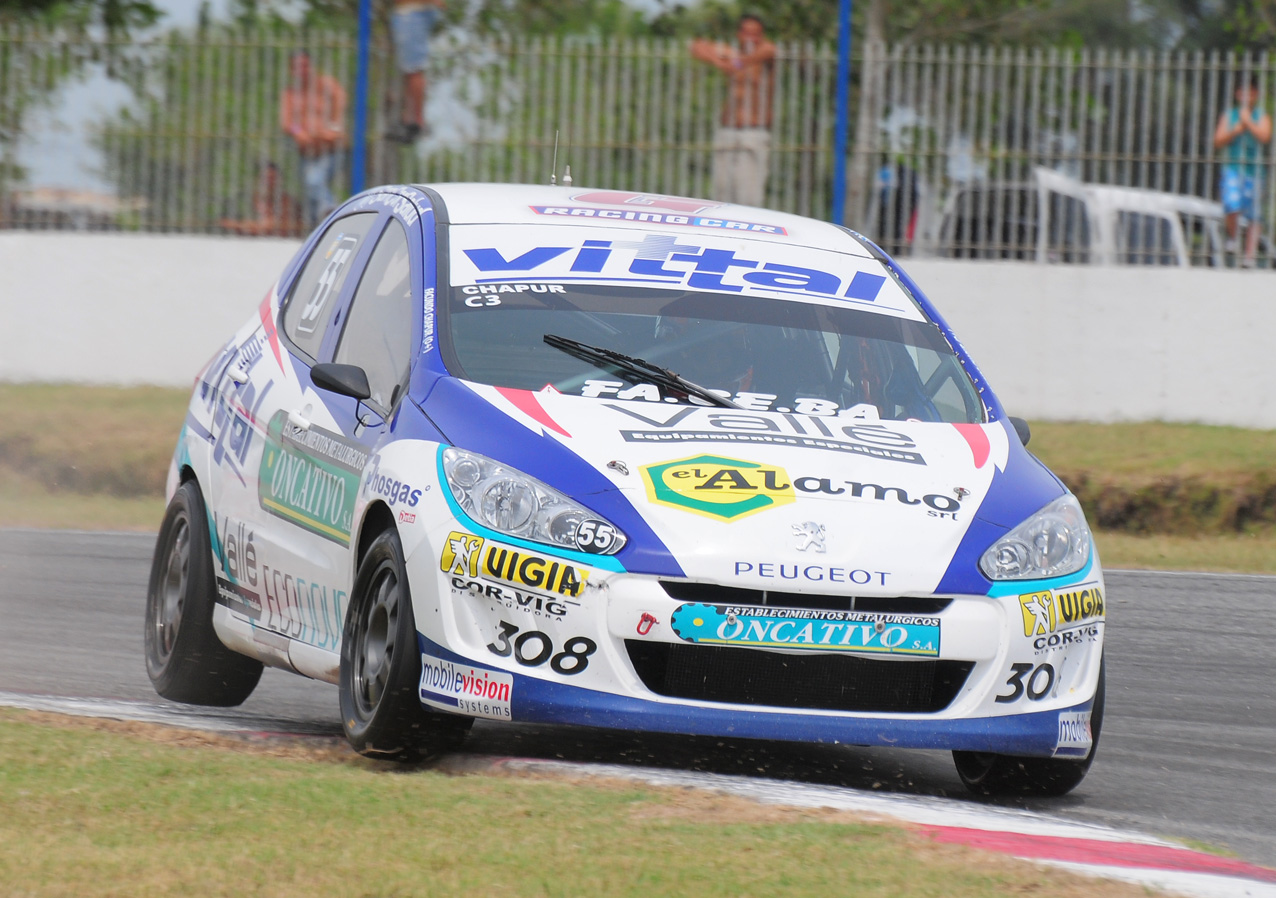
Peugeot 308 de Facundo Chapur, campeón de la Clase 3 en 2013.

La Clase 3 del Turismo Nacional, es la denominada clase mayor, ya que de la misma está reglamentada la participación de automóviles de motorización con tope hasta los 2000 cm³. En la misma ingresan habitualmente automóviles del segmento C, aunque a diferencia de la clase menor, en esta categoría está permitida la entrada de modelos de producción extranjera, con el fin de emparentar a la categoría con las marcas que más popularidad tienen en la sociedad y cuyos productos en algunos casos no se fabriquen ni en Argentina ni en el Mercosur, tales son los casos de los modelos Alfa Romeo 147 o Seat Leon, cuyas factorias se ubican en Italia y España respectivamente. En esta divisional, la categoría busca familiarizar más al público con las marcas de mayor representación en el mercado argentino, y que de alguna forma hayan tenido historia dentro de la categoría. De la misma, participan marcas reconocidas a nivel nacional como Chevrolet, Fiat, Ford, Peugeot, Renault o Volkswagen, como así también marcas con presencia nacional reciente (Honda), marcas históricas (Alfa Romeo y Citroën) y otras con producción fuera de Sudamérica (Mitsubishi y SEAT). De esta forma, y con la filosofía de respetar el diseño original de sus coches, la categoría exhibe un importante parque automotor de unidades las cuales son muy identificadas con los aficionados bajo el lema de la categoría: "Tu auto también corre".

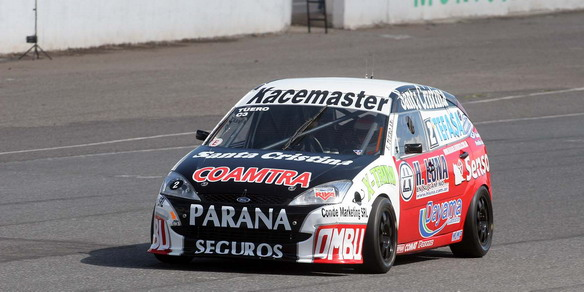
Ford Focus de Esteban Tuero en 2008.

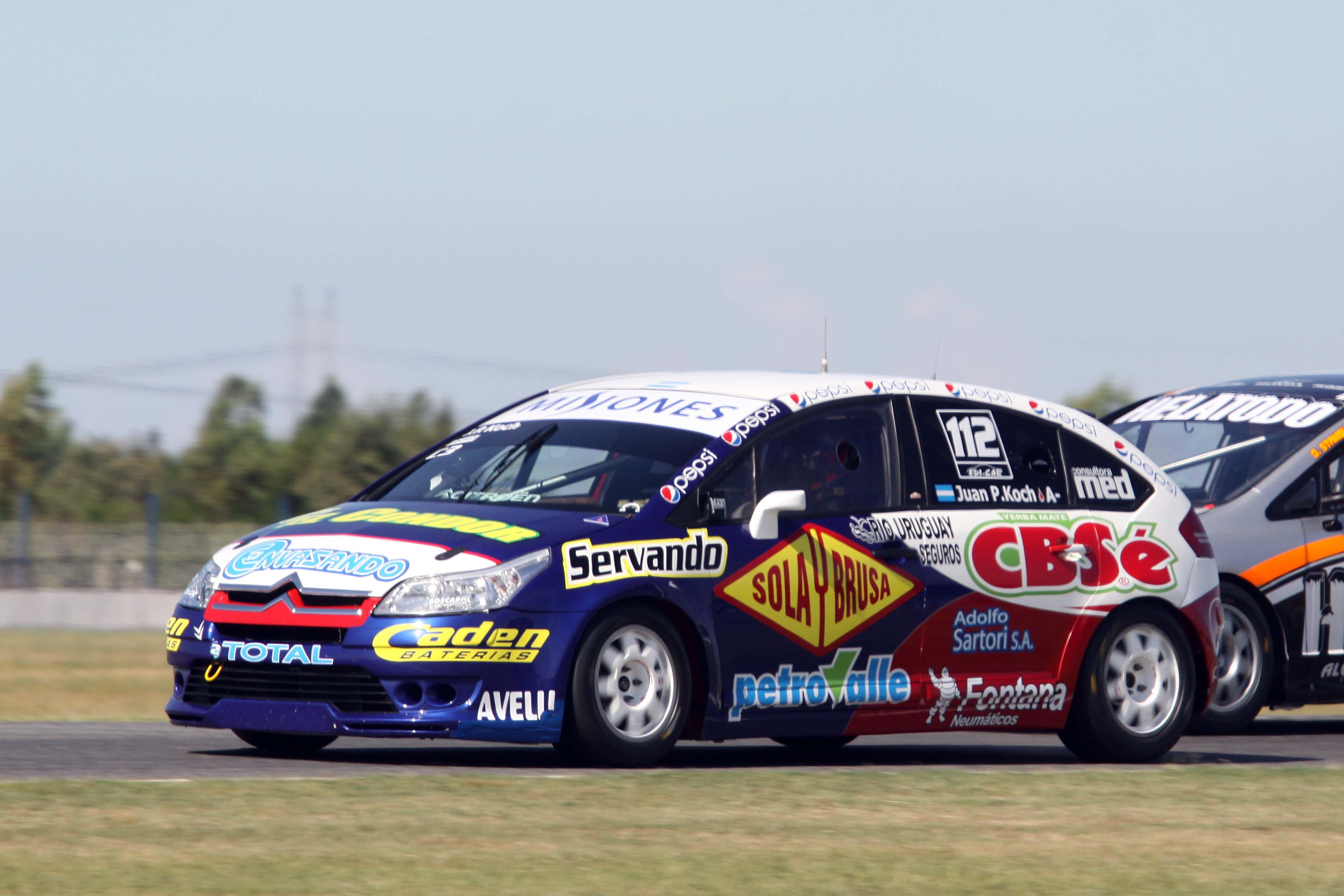
Citroën C4 conducido por Juan Pablo Koch (2013).

Debido al crecimiento de su popularidad dentro del ambiente automovilístico argentino y al hecho de la participación de pilotos de renombre en sus filas, la Clase 3 del Turismo Nacional está considerada como una de las cuatro categorías más importantes del país, siendo a la vez catalogada como uno de los tres torneos anuales más importantes del país que debería ganar un piloto argentino para declararse ganador de la triple corona del automovilismo argentino, galardón tal que se obtiene de la combinación de este título con el del Turismo Carretera y el del Turismo Competición 2000.

#### Modelos
- Chevrolet Cruze
- Citroën C-Elysée
- Fiat Tipo
- Ford Focus III
- Honda Civic VIII
- Honda Civic IX
- Kia Cerato
- Mitsubishi Lancer GT
- Peugeot 408
- Renault Fluence
- Nissan Sentra
- Toyota Corolla
- Volkswagen Vento II
- Volkswagen Virtus
- Hyundai Veloster[15]

## Copa Abarth Argentina
En el año 2022, la Asociación de Pilotos de Automóviles de Turismo arribó a un acuerdo con representantes de la marca Abarth en Argentina, para promover el desarrollo de la categoría Copa Abarth Argentina. La misma reviste un carácter promocional y tiene como objetivo el desarrollo de nuevos talentos para el automovilismo argentino. El acuerdo entre APAT y la representación de Abarth en Argentina, contempló el desarrollo de los campeonatos de dicha Copa, compartiendo calendario con determinadas fechas del Turismo Nacional. Esta categoría tuvo su debut oficial el 24 de abril de 2022 y su parque automotor se compone exclusivamente de unidades Fiat 500, modificadas por la firma Abarth, siendo estas unidades de la versión Abarth 595, equipadas con un motor 1.4 turbo de 16 válvulas, con una erogación de hasta 175 CV. La transmisión es manual de C510 de seis velocidades, suspensión McPherson y frenos a disco autoventilados de 284 x 22.
| Año  | Campeones       | Automóvil  | Ref.   |
| ---- | --------------- | ---------- | ------ |
| 2022 | Figgo Bessone   | Abarth 595 | [ 17 ] |
| 2023 | Joaquín Naranjo | Abarth 595 | [ 18 ] |
| 2024 | Santiago Vaira  | Abarth 595 | [ 19 ] |

## Campeones

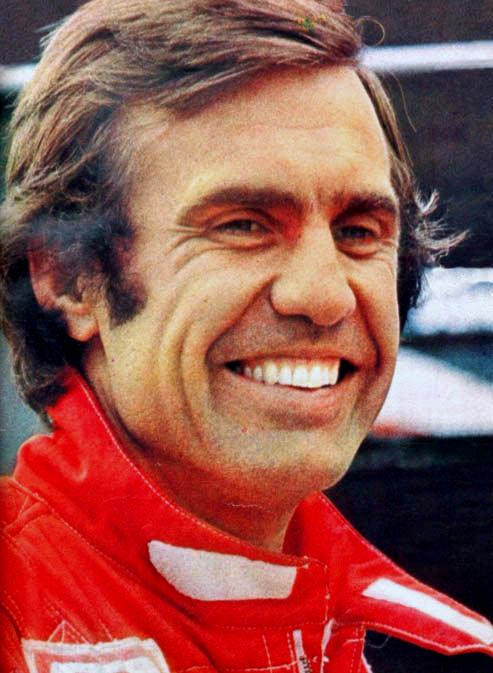
Carlos Reutemann, campeón de la Clase D de la Temporada 1966.

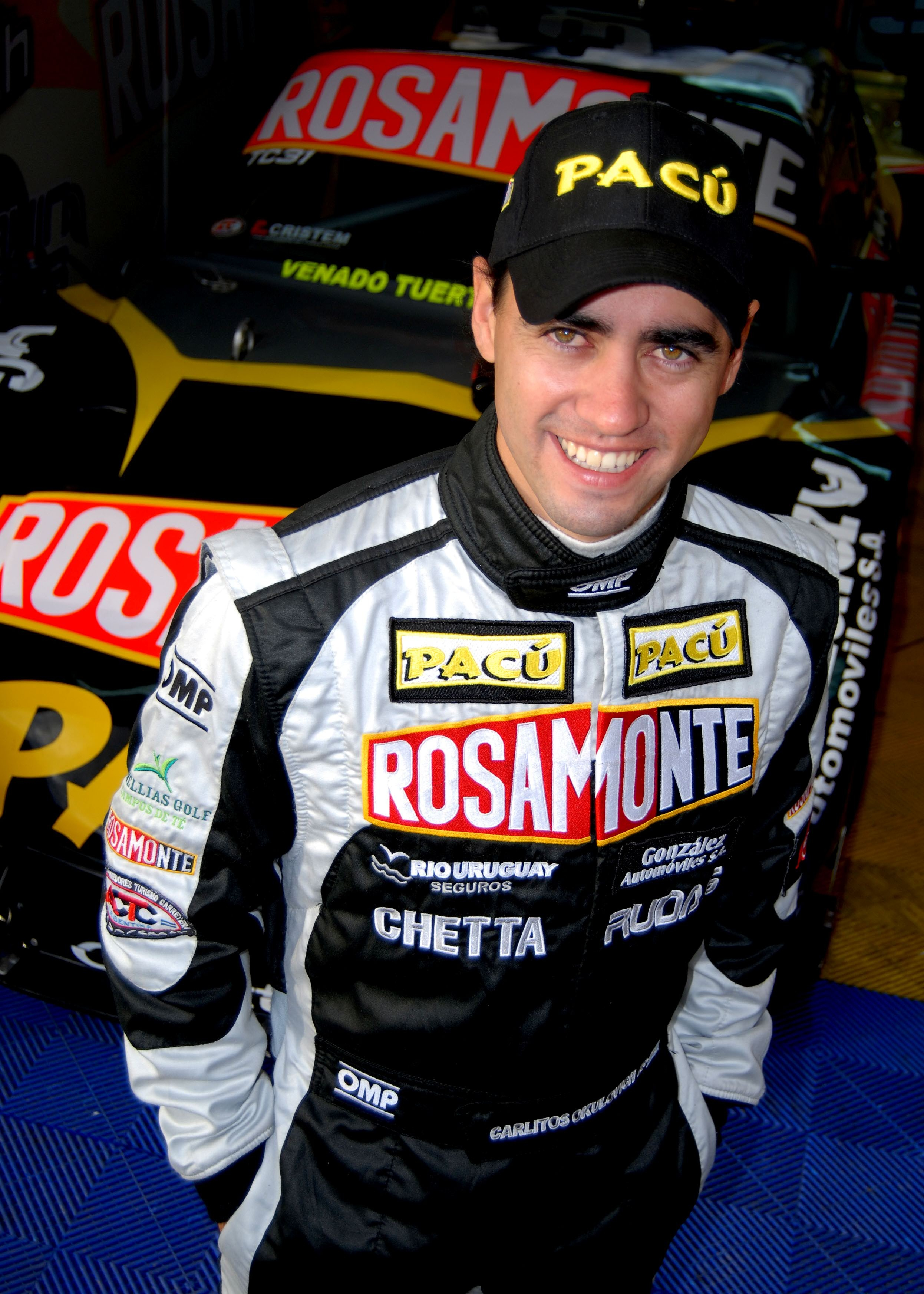
Carlos Okulovich, campeón en 2010 de la Clase 3.

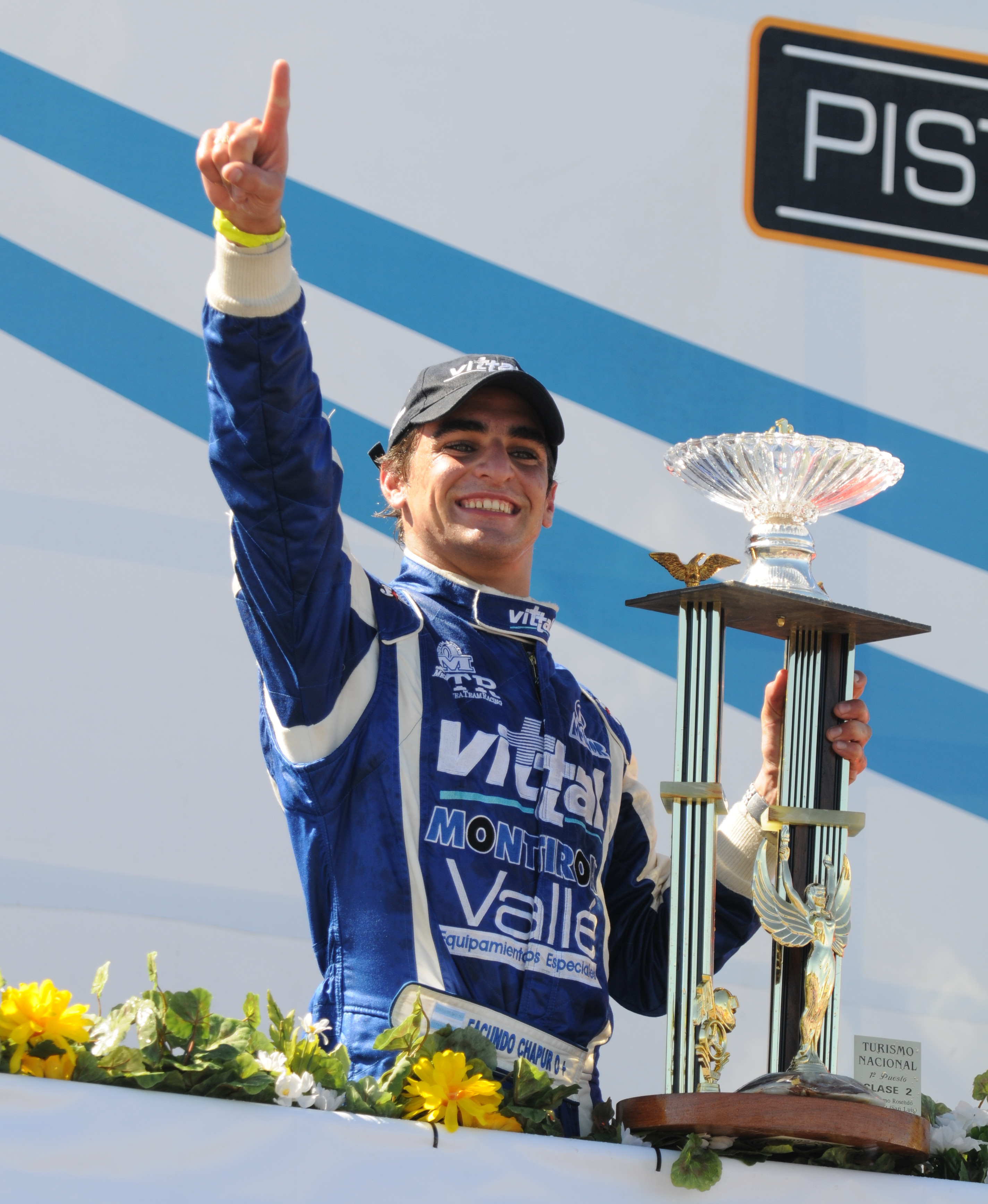
Facundo Chapur, campeón de la Clase 3 del 2013 y 2015.

Hasta el año 2021, se realizaron 61 temporadas de Turismo Nacional, divididas en distintas clases. Cada clase, ha sabido desarrollar determinadas cantidades de sus respectivos campeonatos. De estas 61 ediciones, solamente una tuvo la realización de una temporada doble: la correspondiente al año 1978, la cual tuvo un torneo paralelo, como consecuencia del enfrentamiento institucional entre ACA y CADAD. A pesar de ello, APAT reconoce ambos campeonatos como oficiales.
Las primeras clases en que se dividía la categoría, eran identificadas con letras, habiéndose identificado clases de la A a la E. A partir de 1982, las clases eran identificadas con números, habiéndose organizado hasta 12 clases a lo largo de la historia. Al año 2021, las únicas clases que subsisten son las clases 2 y 3.
| Año          | Clase            | Campeones                          | Automóvil           |
| ------------ | ---------------- | ---------------------------------- | ------------------- |
| 1961         | Clase A          | Heriberto Bohnen                   | NSU Prinz           |
| 1961         | Clase B          | Vicente Formisano                  | Auto Union 1000     |
| 1962         | Clase A          | Remigio Caldara                    | Isard 700           |
| 1962         | Clase B          | Gonzalo Gainza Paz                 | Auto Union 1000     |
| 1962         | Clase C          | José Migliore                      | Peugeot 403         |
| 1963         | Clase A          | Domingo López Oribe                | NSU Prinz           |
| 1963         | Clase B          | Gastón Perkins                     | Renault Gordini     |
| 1963         | Clase C          | Ernesto Santamarina                | Peugeot 404         |
| 1964         | Clase A          | José Calduch                       | De Carlo 700        |
| 1964         | Clase B          | Gastón Perkins                     | Renault Gordini     |
| 1964         | Clase C          | Eduardo Rodríguez Canedo           | Fiat 1500           |
| 1965         | Clase A          | Rogelio Scaramella                 | De Carlo 700        |
| 1965         | Clase B          | Gastón Perkins                     | Renault Gordini     |
| 1965         | Clase C          | Rosmualdo Visintini                | Auto Union 1000     |
| 1965         | Clase D          | Nasif Estéfano                     | Alfa Romeo Giulia   |
| 1966         | Clase A          | Rogelio Scaramella                 | De Carlo 700        |
| 1966         | Clase B          | Carlos Ruesch                      | Renault Gordini     |
| 1966         | Clase C          | Rosmualdo Visintini                | Auto Union 1000     |
| 1966         | Clase D          | Carlos Reutemann                   | Fiat 1500           |
| 1967         | Clase A          | Rogelio Scaramella                 | De Carlo 700        |
| 1967         | Clase B          | Danilo Bonamicci                   | Renault Gordini     |
| 1967         | Clase C          | Rosmualdo Visintini                | Auto Union 1000     |
| 1967         | Clase D          | Carlos Reutemann                   | Fiat 1500           |
| 1967         | Clase E          | Eduardo Rodríguez Canedo           | Torino 380 W        |
| 1968         | Clase B          | Ángel Monguzzi                     | Renault Gordini     |
| 1968         | Clase C          | Rosmualdo Visintini                | Auto Union 1000     |
| 1968         | Clase D          | Norberto Castañón                  | Peugeot 404         |
| 1969         | Clase B          | Emilio Parisi                      | Renault Gordini     |
| 1969         | Clase C          | Norberto Castañón                  | Peugeot 404         |
| 1969         | Clase D          | Alberto Rodríguez Larreta          | Torino 380 W        |
| 1970         | Clase C          | Rosmualdo Visintini                | Auto Union 1000     |
| 1970         | Clase D          | José Migliore                      | Peugeot 504         |
| 1971         | Clase B          | Eduardo Giordano                   | Renault Gordini     |
| 1971         | Clase C          | Danilo Bonamici                    | Fiat 1600           |
| 1971         | Clase D          | José Migliore                      | Peugeot 504         |
| 1972         | Clase B          | Aldo Caldarella                    | Fiat 128            |
| 1972         | Clase C          | Francisco Mayorga                  | Peugeot 504         |
| 1973         | Clase B          | José Carlomagno                    | Fiat 128            |
| 1973         | Clase C          | Francisco Mayorga                  | Peugeot 504         |
| 1974         | Clase B          | Luis Macri                         | Fiat 128            |
| 1974         | Clase C          | Jorge Recalde                      | Fiat 125            |
| 1975         | Clase B          | Juan Pablo Zampa                   | Fiat 128            |
| 1975         | Clase C          | Ricardo Zunino                     | Fiat 125            |
| 1976         | Clase B          | Jorge Spinetto                     | Fiat 128            |
| 1976         | Clase C          | Ricardo Zunino                     | Fiat 125            |
| 1977         | Clase B          | Jorge Spinetto                     | Fiat 128            |
| 1977         | Clase C          | Rubén Daray                        | Fiat 125            |
| 1978 (CADAD) | Clase B          | Osvaldo Morresi                    | Fiat 128            |
| 1978 (CADAD) | Clase C          | Francisco Alcuaz                   | Peugeot 504         |
| 1978 (ACA)   | Clase B          | Gabriel Raies                      | Fiat 128            |
| 1978 (ACA)   | Clase C          | Carlos Garro                       | Peugeot 504         |
| 1979         | Clase B          | Julio Pardo                        | Fiat 128            |
| 1979         | Clase C          | Carlos Garro                       | Peugeot 504         |
| 1980         | Clase B          | Jorge Serafini                     | Fiat 128            |
| 1980         | Clase C          | Juan Carlos Rizzuto                | Fiat 125            |
| 1981         | Clase A          | Marcelo Raies                      | Fiat 147            |
| 1981         | Clase B          | Jorge Bescham                      | Fiat 128            |
| 1981         | Clase C          | Gabriel Raies                      | Fiat 125            |
| 1981         | Clase D          | Francisco Alcuaz                   | Peugeot 504         |
| 1982         | Clase 5          | Julio Pardo-Gustavo Der Ohanessian | Fiat 128            |
| 1982         | Clase 6          | Jorge Bescham                      | Fiat 128            |
| 1982         | Clase 7          | Daniel Mustafá-Ángel Monguzzi      | Renault 18          |
| 1982         | Clase 8          | Francisco Mayorga                  | Datsun 280ZX        |
| 1982         | Clase 9          | Jorge Cecchetto-Elvio Borgioli     | Daihatsu Charade    |
| 1982         | Clase 10         | Alberto Baldinelli                 | Fiat 128            |
| 1982         | Clase 11         | Néstor Percaz                      | Fiat 128            |
| 1982         | Clase 12         | José Fortunato                     | Peugeot 504         |
| 1983         | Clase 1          | Carlos Rosati                      | Fiat 128            |
| 1983         | Clase 2          | Carlos Zabala                      | Fiat 128            |
| 1983         | Clase 3          | Arnoldo Capra                      | Peugeot 504         |
| 1984         | Clase 2          | Hugo Olmi                          | Fiat 128            |
| 1984         | Clase 3          | José Cano                          | Renault 18          |
| 1985         | Clase 2          | Ernesto Bessone I                  | Alfa Romeo Sprint   |
| 1985         | Clase 3          | Eduardo García Gómez               | Renault 18          |
| 1986         | Clase 2          | Omar Darío Bonomo                  | Volkswagen Gacel    |
| 1986         | Clase 3          | Jorge Maggi                        | Alfa Romeo GTV      |
| 1986         | Monomarca Sierra | Oscar Fineschi                     | Ford Sierra         |
| 1987         | Clase 2          | Omar Darío Bonomo                  | Volkswagen Gacel    |
| 1987         | Clase 3          | Jorge Maggi                        | Alfa Romeo GTV      |
| 1987         | Monomarca Sierra | Jorge Guiral                       | Ford Sierra         |
| 1988         | Clase 2          | Ernesto Rodríguez                  | Volkswagen Gacel    |
| 1988         | Clase 3          | Fernando Adba                      | Renault 18          |
| 1988         | Monomarca Sierra | Oscar Fineschi                     | Ford Sierra         |
| 1989         | Clase 2          | Rafael Verna                       | Volkswagen Gacel    |
| 1989         | Clase 3          | Ricardo Albertengo                 | Renault 18          |
| 1989         | Monomarca Sierra | Jorge Eidilstein                   | Ford Sierra         |
| 1990         | Clase 2          | René Zanatta                       | Volkswagen Gacel    |
| 1990         | Clase 3          | Pablo Peón                         | Renault 18          |
| 1990         | Monomarca Sierra | Gerardo del Campo                  | Ford Sierra         |
| 1991         | Clase 2          | René Zanatta                       | Volkswagen Gacel    |
| 1991         | Clase 3          | Pablo Peón                         | Renault 18          |
| 1991         | Monomarca Sierra | Gerardo del Campo                  | Ford Sierra         |
| 1992         | Clase 2          | Rafael Verna                       | Ford Escort         |
| 1992         | Clase 3          | Omar Bonomo                        | Volkswagen Carat    |
| 1992         | Monomarca Sierra | Pablo Rafú                         | Ford Sierra         |
| 1993         | Clase 2          | Rafael Verna                       | Ford Escort         |
| 1993         | Clase 3          | Gerardo del Campo                  | Ford Escort         |
| 1993         | Clase 4          | Norberto della Santina             | Ford Sierra         |
| 1994         | Clase 2          | Rafael Verna                       | Ford Escort         |
| 1994         | Clase 3          | Gerardo del Campo                  | Ford Escort         |
| 1994         | Clase 4          | Carlos Rossetti                    | Ford Sierra         |
| 1995         | Clase 2          | Carlos Míguez                      | Ford Escort         |
| 1995         | Clase 3          | Rafael Verna                       | Ford Escort         |
| 1995         | Clase 4          | Diego Ponte                        | Ford Sierra         |
| 1996         | Clase 2          | Hugo Lepphaille                    | Ford Escort         |
| 1996         | Clase 3          | Omar Suriani                       | Renault 18          |
| 1997         | Clase 2          | Julio Catalán Magni                | Ford Escort         |
| 1997         | Clase 3          | Norberto della Santina             | Volkswagen Gol      |
| 1998         | Clase 2          | Claudio Bisceglia                  | Volkswagen Gol      |
| 1998         | Clase 3          | Omar Bonomo                        | Ford Escort         |
| 1999         | Clase 2          | Adrián Hang                        | Volkswagen Gol      |
| 1999         | Clase 3          | Oscar Canela                       | Volkswagen Polo     |
| 2000         | Clase 2          | Nicolás Vuyovich                   | Volkswagen Gol      |
| 2000         | Clase 3          | Walter Tanoni                      | Ford Escort         |
| 2001         | Clase 2          | Javier Romera                      | Volkswagen Gol      |
| 2001         | Clase 3          | Lucas Armellini                    | Honda Civic         |
| 2002         | Clase 2          | Néstor Percaz                      | Ford Escort         |
| 2002         | Clase 3          | Nicolás Vuyovich                   | Honda Civic         |
| 2003         | Clase 2          | Néstor Percaz                      | Ford Escort         |
| 2003         | Clase 3          | Ernesto Bessone II                 | Ford Escort         |
| 2004         | Clase 2          | Juan Pedro Heguy                   | Ford Escort         |
| 2004         | Clase 3          | Pablo Redolfi                      | Honda Civic         |
| 2005         | Clase 2          | Juan Pedro Heguy                   | Ford Escort         |
| 2005         | Clase 3          | Patricio Di Palma                  | Ford Escort         |
| 2006         | Clase 2          | Iván Saturni                       | Renault Clio        |
| 2006         | Clase 3          | Hugo Lepphaille                    | Honda Civic         |
| 2007         | Clase 2          | Joaquin Volpi                      | Ford Fiesta         |
| 2007         | Clase 3          | Ezequiel Bosio                     | Renault Clio        |
| 2008         | Clase 2          | Leandro Vallasciani                | Renault Clio        |
| 2008         | Clase 3          | Esteban Tuero                      | Ford Focus          |
| 2009         | Clase 2          | Ivan Ciccarelli                    | Renault Clio        |
| 2009         | Clase 3          | Marcelo Bugliotti                  | Chevrolet Astra     |
| 2010         | Clase 2          | Adrián Percaz                      | Peugeot 206         |
| 2010         | Clase 3          | Carlos Okulovich                   | Honda New Civic     |
| 2011         | Clase 2          | Bruno Bosio                        | Chevrolet Corsa     |
| 2011         | Clase 3          | Fabián Yannantuoni                 | Peugeot 307         |
| 2012         | Clase 2          | Facundo Chapur                     | Ford Fiesta         |
| 2012         | Clase 3          | Emanuel Moriatis                   | Ford Focus II       |
| 2013         | Clase 2          | Matias Machuca                     | Renault Clio        |
| 2013         | Clase 3          | Facundo Chapur                     | Peugeot 308         |
| 2014         | Clase 2          | Hanna Abdallah                     | Renault Clio        |
| 2014         | Clase 3          | Matías Rossi                       | Citroën C4          |
| 2015         | Clase 2          | Adrián Percaz                      | Peugeot 207 Compact |
| 2015         | Clase 3          | Facundo Chapur                     | Peugeot 308         |
| 2016         | Clase 2          | Alfonso Domenech                   | Renault Clio        |
| 2016         | Clase 3          | Emanuel Moriatis                   | Ford Focus          |
| 2017         | Clase 2          | Alejandro Bucci                    | Ford Fiesta KD      |
| 2017         | Clase 3          | Mariano Werner                     | Fiat Linea          |
| 2018         | Clase 2          | Nicolás Posco                      | Ford Fiesta KD      |
| 2018         | Clase 3          | Leonel Pernía                      | Honda All New Civic |
| 2019         | Clase 2          | Ever Franetovich                   | Fiat Palio          |
| 2019         | Clase 3          | José Manuel Urcera                 | Honda All New Civic |
| 2020         | Clase 2          | Nicolás Posco                      | Ford Fiesta KD      |
| 2020         | Clase 3          | José Manuel Urcera                 | Honda All New Civic |
| 2021         | Clase 2          | Emanuel Abdala                     | Ford Fiesta KD      |
| 2021         | Clase 3          | Julián Santero                     | Toyota Corolla E210 |
| 2022         | Clase 2          | Matías Cravero                     | Ford Fiesta KD      |
| 2022         | Clase 3          | Jonatan Castellano                 | Chevrolet Cruze II  |
| 2023         | Clase 2          | Thiago Martínez                    | Ford Fiesta KD      |
| 2023         | Clase 3          | Leonel Pernía                      | Ford Focus III      |
| 2024         | Clase 2          | Thiago Martínez                    | Toyota Etios        |
| 2024         | Clase 3          | Alfonso Domenech                   | Volkswagen Virtus   |
| Fuente:      |                  |                                    |                     |